# Manoir de Kerauzern
Le manoir de Kerauzern est situé à Ploubezre en France.

## Localisation
Le manoir est situé sur la commune de Ploubezre dans le département des Côtes-d'Armor, dans la région Bretagne.

## Description
Le manoir forme un ensemble situé au fond d'une cour, la partie de l'édifice du XVe siècle conserve une fenêtre à meneaux. La partie du XVIIe siècle, à gauche dans la cour, est dans un bon état de conservation. Toutes les cheminées anciennes en granit sont conservées, ainsi que le grand escalier à emmarchements droits et grands paliers.

## Historique
Le manoir a été construit au XVe siècle et XVIIe siècle.
Il est inscrit partiellement au titre des monuments historiques par arrêté du 26 février 1926.